# Por qué me haces llorar
Por qué me haces llorar (span. für Warum bringst du mich zum Weinen) ist ein Lied des mexikanischen Singer-Songwriters Juan Gabriel, das er für die mexikanische Sängerin und Schauspielerin Lucía Méndez schrieb und das auf ihrem 1975 publizierten Debüt-Album Siempre estoy pensando en ti erschien.
Gabriel sang das Lied auf vielen seiner Konzerte und hatte dann immer ein großes Cognac-Glas in der Hand, das angeblich mit Whisky gefüllt war. Während der Darbietung dieses Liedes nahm er einen kleinen Schluck aus dem Glas und schleuderte den Rest in mehreren Etappen durch die Gegend. Gelegentlich mimte er während des Liedes einen Betrunkenen. Die Liveversion aus seinem Konzert im Palacio de Bellas Artes 2013 verzeichnet auf YouTube mehr als 75 Millionen Abrufe.

## Inhalt
Das Lied beschreibt den Liebeskummer eines Menschen, dessen Partner sich gefühllos verhält und über das Leiden des Protagonisten auch noch lustig macht.
Daher betrinkt der Protagonist, der sonst nie einen Tropfen Alkohol anrührte und auch niemals weinte, schon gar nicht aus enttäuschter Liebe, sich heute, um seinen Kummer zu vergessen.

## Hintergrund
Juan Gabriel schrieb das Lied für Lucía Méndez, die gerade eine enttäuschende Liebesbeziehung mit dem Schauspieler Valentín Trujillo hinter sich hatte. Als Méndez ihn heiraten wollte, lehnte Trujillo ab, weil er sein Augenmerk auf seine schauspielerische Karriere legen wollte und Angst hatte, weibliche Fans zu verlieren, wenn diese erführen, dass er verheiratet sei. Méndez litt darunter und war noch verletzter, als Trujillo bald darauf eine Andere heiratete.
Nachdem das Lied auf Méndez´ Debütalbum – dort noch unter der längeren Bezeichnung Por Qué Me Haces Llorar (Para Qué Me Haces Sufrir) – erschienen war, war ihre Version noch einmal auf dem 1986 veröffentlichten Album 16 Grandes Intérpretes De Juan Gabriel enthalten, auf dem 16 verschiedene Künstler jeweils ein von Juan Gabriel verfasstes Lied darbieten. Méndez sang das Lied auch auf der Trauerfeier Anfang September 2016 für den kurz zuvor verstorbenen Juan Gabriel.

## Coverversionen
Das ursprünglich im Ranchera-Stil gehaltene Lied wurde von zahlreichen Künstlern gecovert. Zu den Bekanntesten gehören Jenni Rivera und Ana Bárbara.
Daneben gibt es auch einige Veröffentlichungen in einem anderen Musikgenre. So hat die Chiquito Team Band das Lied mit Salsa-Rhythmen aufgenommen und Ralphy Dreamz eine Bachata-Version gewählt.